# Christoph Engelhardt

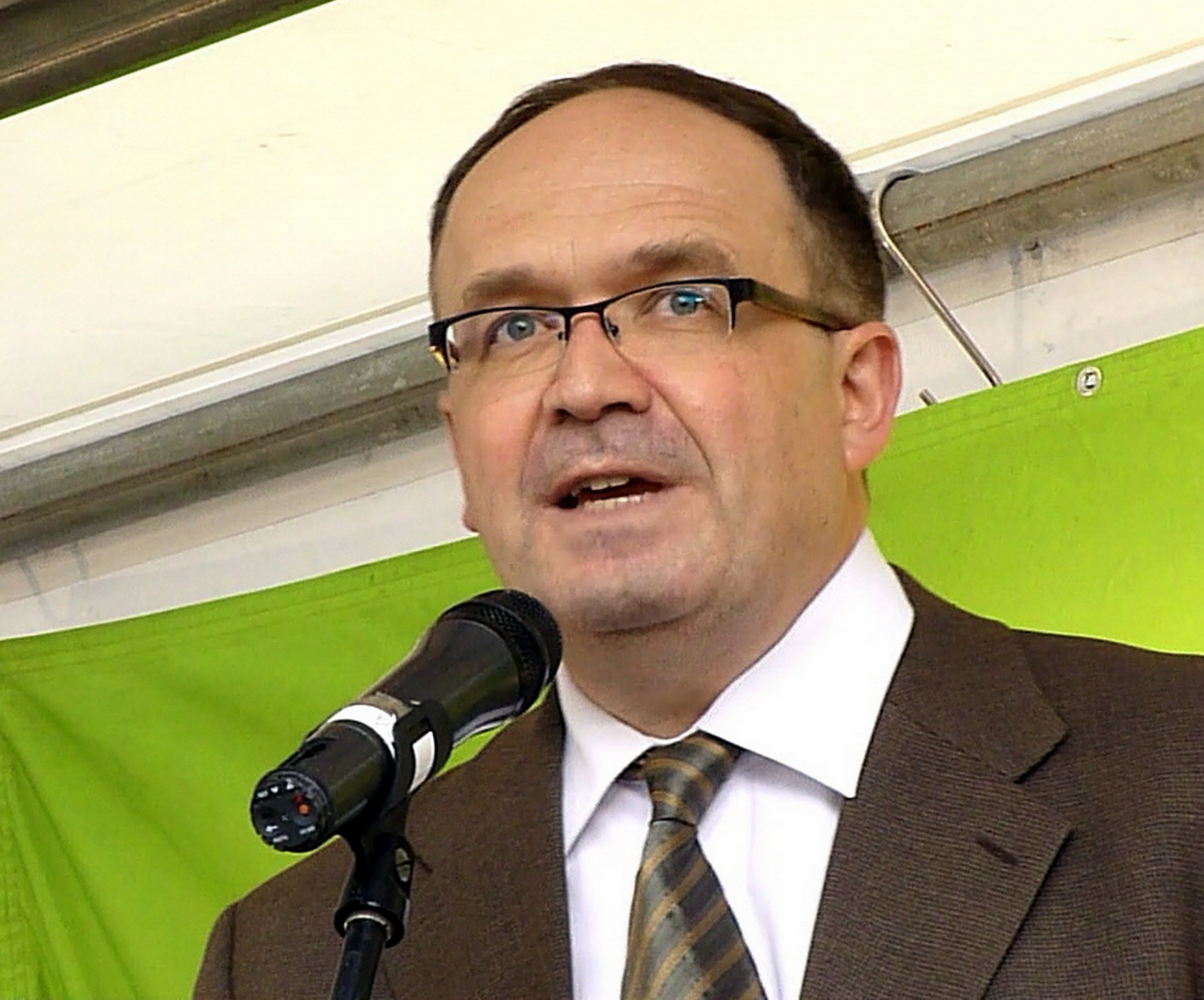
Christoph Engelhardt

Christoph Engelhardt (* 27. August 1965 in Göttingen) ist ein deutscher Physiker, Analyst und Sozialunternehmer. Bekannt wurde er als Sachverständiger in der Kontroverse um das Bahnhofsprojekt Stuttgart 21.

## Leben und Beruf
Engelhardt studierte Physik an der TU München und wurde 1998 mit einer Arbeit in der Halbleiterphysik promoviert. Er arbeitete unter anderem als Konzernstratege bei der Siemens AG. Engelhardt ist Initiator der Faktencheck-Plattform WikiReal.org sowie Gründer und Geschäftsführer der WikiReal gGmbH. Engelhardt ist vor allem als fachlicher Kritiker des Projekts Stuttgart 21 bekannt und zeigte sich zuletzt auch kritisch gegenüber der 2. Stammstrecke in München.
Engelhardt ist Mitglied der Expertengruppe Bürgerbahn statt Börsenbahn und arbeitet mit im Arbeitskreis Schienenverkehr des Münchner Forums. Er lebt in München, ist verheiratet und hat drei Kinder.

## Kritik an dem Projekt Stuttgart 21
Engelhardt war Experte in der „Stresstest-Präsentation“ mit Schlichter Heiner Geißler, in zahlreichen Medienveröffentlichungen wurde er zu den Mängeln des Projekts zitiert, die aus seiner Sicht und entsprechend den Ergebnissen auf der Faktencheck-Plattform bestehen: Dies sind vor allem die mangelnde Leistungsfähigkeit des Tiefbahnhofs, die Unterdimensionierung für die Fußgänger, der unzureichende Brandschutz, die gefährlich überhöhte Gleisneigung und das durch den Tiefbahnhof deutlich erhöhte Überflutungsrisiko.
Engelhardt trat zu den Themen als Gutachter vor dem Verwaltungsgerichtshof Baden-Württemberg, bei Planfeststellungsverfahren, für die Fraktion SÖS/Linke des Stuttgarter Gemeinderats und die Fraktion Die Linke des Bundestags auf. Er gehörte zu den Kritikern, die Ministerpräsident Kretschmann am 9. Februar 2012 zu einer Aussprache einlud. In der Sendung „Mario Barth deckt auf!“ vom 7. Oktober 2015 wurde Engelhardt zu den technischen Kritikpunkten am Tiefbahnhof befragt.
2011 begründete Engelhardt seine Kritik an der Leistungsfähigkeit des Tiefbahnhofs mit Quervergleichen zu bereits in Betrieb befindlichen Bahnhöfen. Große deutsche Durchgangsbahnhöfe, die nach Fahrplan in der Hauptverkehrszeit mehr als 4 Züge pro Stunde und Gleis zählen, neigten demnach zur Unpünktlichkeit. Die mit 6 Zügen pro Stunde deutlich höheren Leistungserwartungen an Stuttgart 21 durch die DB Netz AG seien nur aufgrund von unrealistischen Annahmen und methodischen Fehlern nur auf dem Papier darstellbar. So kritisiert Engelhardt etwa, dem Stresstest zu Stuttgart 21 lägen zu geringe Mindesthaltezeiten zu Grunde und in der Simulation abgebildete Verspätungen seien auf unkritische Werte gekappt worden. Er argumentierte zuletzt 2017, diese Kritikpunkte seien von der DB AG nie in der Sache entkräftet, sondern vielmehr inzwischen von der Fachwelt bestätigt worden.
2014 kritisierte Engelhardt, dass der Brandschutz im Tiefbahnhof nicht funktioniere. Es würden zwar in den Betriebsprogrammen vier Züge pro Bahnsteig geplant, aber die Entfluchtung sei nur für zwei Züge pro Bahnsteig geprüft worden. Entweder könne der Bahnhof die geforderte Leistung nicht bringen oder aber der Brandschutz sei nicht gewährleistet. 2018 kritisierte Engelhardt auch den Brandschutz in den Stuttgart 21-Tunneln, sie seien "die gefährlichsten Tunnelneubauten Europas".
Am 16. März 2016 trat Engelhardt im Ausschuss für Verkehr und digitale Infrastruktur des Bundestags als Sachverständiger auf zu der Frage, ob in Deutschland die maximale Längsneigung von Bahnsteiggleisen zukünftig beschränkt werden soll. Er zeigte mit ins Gleis rollenden Kinderwagen in Ingolstadt Nord, dass die Maßnahmen der Deutschen Bahn, mit denen gleiche Sicherheit wie im ebenen Bahnsteig hergestellt werden soll, in der Praxis versagen.
2018 kritisierte Engelhardt zusammen mit Dipl.-Ing. Hans Heydemann die deutlich erhöhte Überflutungsgefahr durch den S21-Tiefbahnhof. Der Wall des Bahnhofsdachs staue das Wasser bei plötzlichem Starkregen, bis es die unterirdische Einkaufspassage, U- und S-Bahn-Stationen sowie den Tiefbahnhof flute, was Leib und Leben hunderter Menschen gefährden könne. Außerdem würden der Tiefbahnhof und seine Zulauftunnel bei erhöhtem Grundwasser planmäßig geflutet. In beiden Fällen seien erhebliche Schäden insbesondere auch volkswirtschaftlich durch die monatelangen Sperrungen zu befürchten.

## Veröffentlichungen
- Literatur von und über Christoph Engelhardt im Katalog der Deutschen Nationalbibliothek
- C. M. Engelhardt: Stuttgart 21: Leistung von Durchgangs- und Kopfbahnhöfen. In: Eisenbahn-Revue International. Juni 2011, S. 306–309 (kopfbahnhof-21.de [PDF]).
- C. M. Engelhardt: Stuttgart 21: Ungenügende Leistungsfähigkeit nach Filder-Anhörung. In: Eisenbahn-Revue International (Deutschlandausgabe). Januar 2015, S. 41–47 (wikireal.org [PDF]).